# Dezastru în timp
Dezastru în timp (Timescape, cunoscut și ca Grand Tour: Disaster in Time) este un film SF din 1992 regizat de David Twohy. Tema călătoriei în timp se bazează pe romanul Vintage Season de Henry Kuttner și C.L. Moore.

## Prezentare
Înainte de a termina renovarea noului lor hotel, văduva Ben Wilson (Jeff Daniels) si fiica ei, Hillary (Ariana Richards) sunt vizitate de o femeie care caută camere pentru un grup ciudat de turiști. Vrând să afle de ce aceștia nu vor să stea în oraș, treptat-treptat Ben descoperă că acești turiști reprezintă un pericol mare pentru familia și vecinii săi.

## Actori
- Jeff Daniels este Ben Wilson
- Ariana Richards este Hillary Wilson
- Emilia Crow este Reeve
- Jim Haynie este Oscar
- Marilyn Lightstone este Madame Iovine
- George Murdock este Judge Caldwell
- David Wells este Quish
- Nicholas Guest este Spall
- Robert Colbert este Undersecretary
- Time Winters este Reverend
- Anna Neill este Sue Appleton
- Willie Rack este Billy Appleton
- Mimi Craven este Carolyn
- Jacquie McClure este Mrs. Beecher
- Steven Gilborn este Doctorul

## Vezi și
- Timescape